# عون ذياب
عون ذياب عبد الله هو وزير الموارد المائية العراقي في حكومة محمد شياع السوداني، صوّتَ له مجلس النواب العراقي في 27 تشرين الأول/أكتوبر 2022.